# Zadni Staw Gąsienicowy
Zadni Staw Gąsienicowy je ledovcové jezero ve skupině Gąsienicowých Stawů ve Vysokých Tatrách v Polsku. Je nejvýše položeným plesem v západní části, nazývané Dolina Zielona Gąsienicowa. Má rozlohu 0,5340 ha a je 108 m dlouhé a 66 m široké. Dosahuje maximální hloubky 8,0 m a objem vody v něm činí 15 430 m³. Leží v nadmořské výšce 1852 m.

## Okolí
Jezero se nachází v nejvyšší části doliny zvané Zadnie Koło. Západně od plesa klesá práh, pod nímž se nachází nižší patro Zieloné Gąsienicowe doliny s Długim Stawem Gąsienicowym. Východně se nad plesem zvedají svahy štítů Kościelce a Zadniho Kościelce. Jižně se nad plesem táhne hraniční hlavní hřeben Vysokých Tater s vrcholem Svinice a z něj odbočující hřeben na Niebieskou Przełęcz a Zawratowou Turniu.

## Vodní režim
Pleso nemá povrchový přítok. Voda odtéká ze severozápadního cípu plesa na severozápad a posléze se stáčí na sever do Długeho Stawu Gąsienicoweho. Rozměry jezera v průběhu času zachycuje tabulka:
| Rok  | Měření prováděl  | Rozloha ha | Délka m | Šířka m | Hloubka max.m | Objem m³ |
| ---- | ---------------- | ---------- | ------- | ------- | ------------- | -------- |
| —    | WET              | 0,53       | 108     | 66      | 8             | —        |
| 2004 | satelitní snímek | 0,515      | —       | —       | —             | —        |
| 2005 | Gregor, Pacl     | 0,5340     | —       | —       | 8,0           | 15 430   |

## Přístup
Pleso není přístupné veřejnosti. Ve vzdálenosti 50 m od severního břehu vede neznačená horská stezka odbočující pod Svinickým sedlem z  černé turistické značky od dolní stanice lanovky na Kasprov vrch a směřující kolem plesa do sedla Karb.